# Pieris melete
Pieris melete is een vlindersoort uit de familie van de Pieridae (witjes), onderfamilie Pierinae.
Pieris melete werd in 1857 beschreven door Ménétriés.